# Anyinam
Anyinam är ett vattendrag i Ghana. Det ligger i den sydvästra delen av landet, 230 km nordväst om huvudstaden Accra.